# Myotis vivesi
Myotis vivesi är en fladdermusart som beskrevs av Auguste Menegaux 1901. Myotis vivesi ingår i släktet Myotis och familjen läderlappar. Inga underarter finns listade i Catalogue of Life.
Artepitet i det vetenskaliga namnet bildades av det latinska ordet vivo (leva). Arten listas ibland i ett eget släkte, Pizonyx, men den är mycket nära släkt med de andra medlemmarna av släktet Myotis.

## Utseende
Denna fladdermus är med en vikt omkring 25 g den största nordamerikanska arten av släktet Myotis men i Eurasien lever större arter. Håren som bildar pälsen på ovansidan är grå vid roten och brun vid spetsen, undersidan är vitaktig. Myotis vivesi är på flera sätt anpassad för att plocka föda från vattenytan. Den har långa bakben och långa bakfötter som är utrustade med skarpa klor. Med hjälp av en sporre (calcar) som förekommer vid bakfötterna kan den del av flygmembranen som ligger mellan bakbenen (uropatagium) vikas och användas som håv. För att lyfta tunga byten är vingarna långa och stora.
Arten liknar större musöra (Myotis myotis) i kroppsbyggnaden. Den når en kroppslängd av cirka 145 mm, inklusive en cirka 70 mm lång svans. Underarmarna blir 60 till 62 mm långa. Tandformeln är I 0-3/1-3 C 1/1 P 3/3 M 0/0, alltså 18 till 28 tänder.

## Utbredning och habitat
Myotis vivesi förekommer vid kusten i nordvästra Mexiko, delstat Sonora och halvön Baja California, samt på flera mindre öar i regionen. Den lever på klippiga eller steniga stränder och söker födan över havet.

## Ekologi
Individerna vilar ofta i de håligheter som skapas när delar av klipporna rasar ner i havet. De kan även vila i grottor, i bergssprickor, under stenar som ligger vid stranden samt under övergivna sköldpaddsskal. Myotis vivesi är vid sovplatsen ensam eller den bildar mindre flockar med upp till 13 medlemmar. Enligt olika studier förekommer kommensalism (en sorts symbios) mellan fladdermusen och dvärgstormsvala (Oceanodroma microsoma) eller svart stormsvala (Oceanodroma melania). Under fortplantningstiden observerades individer av fladdermusen och av fåglarna i samma håligheter. Ödlor som letar efter fågelägg besöker dessa bon sällan när fladdermusen är på plats vad som gynnar stormsvalorna. Däremot lever fladdermusen bara ihop med fåglarna när den inte hittar någon annan plats för att uppfostra sina ungar.
Myotis vivesi äter huvudsakligen kräftdjur och dessutom har den mindre havsfiskar som föda. Bytena är vanligen bara 1 till 3,5 cm långa och vissa kräftdjur kan vara upp till 5 cm långa. Den största fisken som fångades av fladdermusen var en sydamerikansk sardin (Sardinops sagax). Den var 8 cm lång och hade en vikt av 6,5 g. Små byten äts oftast under flyget och större byten flyttas till viloplatsen. Födan hittas med hjälp av ekolokalisering.
Artens största naturliga fiende är tornugglan (Tyto alba). Dessutom jagas fladdermusen av rovfåglar som pilgrimsfalk (Falco peregrinus) eller fiskgjuse (Pandion haliaetus), av måsfåglar från släktet Larus samt av korp (Corvus corax). På land kan den även dödas av katter och råttor.
Parningen sker troligen mellan juli och september när hanar producerar sädesvätska som har förmåga att befrukta äggen. Ungarnas födelse sker däremot mellan maj och juni under följande år. Därför antas att honorna lagrar sädesvätskan i sina könsorgan innan den egentliga dräktigheten börjar. Ett liknande fortplantningssätt är känt från andra fladdermöss. Dräktigheten varar 55 till 65 dagar och en kull består av en enda unge. Vid födelsen är ungen 71 till 75 mm lång, 5,9 till 6,6 g tung och blind. Den öppnar ögonen efter cirka tre dagar. Ungen diar sin mor upp till tre veckor. Den stannar antagligen i boet när honan jagar. Utanför gömstället iakttogs inga honor med ungar på ryggen. Efter cirka 50 dagar får ungen flygförmåga. Vissa individer lever 10 år.

## Myotis vivesioch människor
Artens avföring (guano) samlas ibland av människor och används som gödsel. Fladdermus hotas av de nämnda naturliga och introducerade fienderna samt av habitatförstörelse. Det största beståndet på ön Isla Partida uppskattades 2005 med 12 000 till 15 000 individer. IUCN kategoriserar arten globalt som sårbar.